# かえってきたつりがね
『かえってきたつりがね』は、1996年7月1日に鈴木出版より発行された児玉辰春作、長澤靖絵による絵本。

## 概要
『まっ黒なおべんとう』（新日本出版社）や『伸ちゃんのさんりんしゃ』（童心社）など戦争をテーマとした絵本を多数手がけた児玉辰春と、同じく『まっ黒なおべんとう』の挿絵を手がけ、陶芸家としても知られる長澤靖によって制作をされた。
戦時中、金属提供の命令をされていた際の釣り鐘について描かれており、平和の大切さを伝える内容になっている。

## 釣り鐘のモデル
題材となったのは、広島県山県郡北広島町にある釣り鐘である。
釣り鐘は、1942年に鉄砲の玉などの兵器として再生されるために軍団へと提供されたが時を経て、1994年に釣り鐘は浄土寺へと返還された。
現在は「平和を希うつり鐘」と名付けられ、人々は恒久平和を願っている。

## 書籍情報
- 『かえってきたつりがね』鈴木出版、1996年7月20日　ISBN 4-7902-6069-0